# Brandermill (Virginia)
Brandermill es un lugar designado por el censo situado en el condado de Chesterfield, Virginia  (Estados Unidos). Según el censo de 2010 tenía una población de 13.173 habitantes.

## Demografía
Según el censo de 2010, Brandermill tenía una población en la que el 82,6% eran blancos; el 10,8% afroamericanos; el 0,3% eran indios americanos y nativos de Alaska; el 3,4% eran asiáticos; el 0,1% hawaianos y otros isleños del Pacífico; el 0,7% de otra raza, y el 2,2% a partir de dos o más razas. El 3,2% del total de la población eran hispanos o latinos de cualquier raza.